# اتحادیه استقلال هند
اتحادیه استقلال هند (انگلیسی: Indian Independence League) (همچنین به عنوان IIL شناخته می‌شود) یک جنبش مقاومت بود که از دهه ۱۹۲۰ تا ۱۹۴۰ برای سازماندهی کسانی که خارج از هند زندگی می‌کردند با هدف حذف حکومت استعماری بریتانیا بر هند فعالیت می‌کرد. این جنبش مقاومت توسط ناسیونالیست‌های هندی تأسیس شد و در بخش‌های مختلف جنوب شرق آسیا فعال بود. این شامل مهاجران هندی و بعداً، ملی‌گرایان هندی در تبعید تحت اشغال ژاپن به دنبال لشکرکشی موفقیت‌آمیز نبرد مالایا در طول بخش اول جنگ جهانی دوم بود. در طول اشغال مالایای بریتانیا توسط ژاپنی‌ها، ژاپنی‌ها بومیان مالایا را تشویق کردند تا به اتحادیه بپیوندند.
این اتحادیه که اساساً برای تقویت ناسیونالیسم هند و به دست آوردن حمایت ژاپن از جنبش استقلال‌طلبی هند تأسیس شد.